# Ranunculus acutilobus
Ranunculus acutilobus Ledeb. – gatunek rośliny z rodziny jaskrowatych (Ranunculaceae Juss.). Występuje endemicznie na pograniczu gruzińsko-rosyjskim, w górach Kaukaz, u podnóża góry Kazbek na wysokości 1400–1500 m n.p.m. Dzieli środowisko między innymi z gatunkiem Primula nivalis Pall.
Roślina ta jest słabo poznana. Po raz pierwszy została opisana przez Karla Friedricha von Ledebour w 1842 roku. Zebrany okaz tego gatunku, niewiadomego pochodzenia, znajduje się w zielniku biblioteki Royal Botanic Garden Edinburgh. 